# Pfarrkirche Seetal

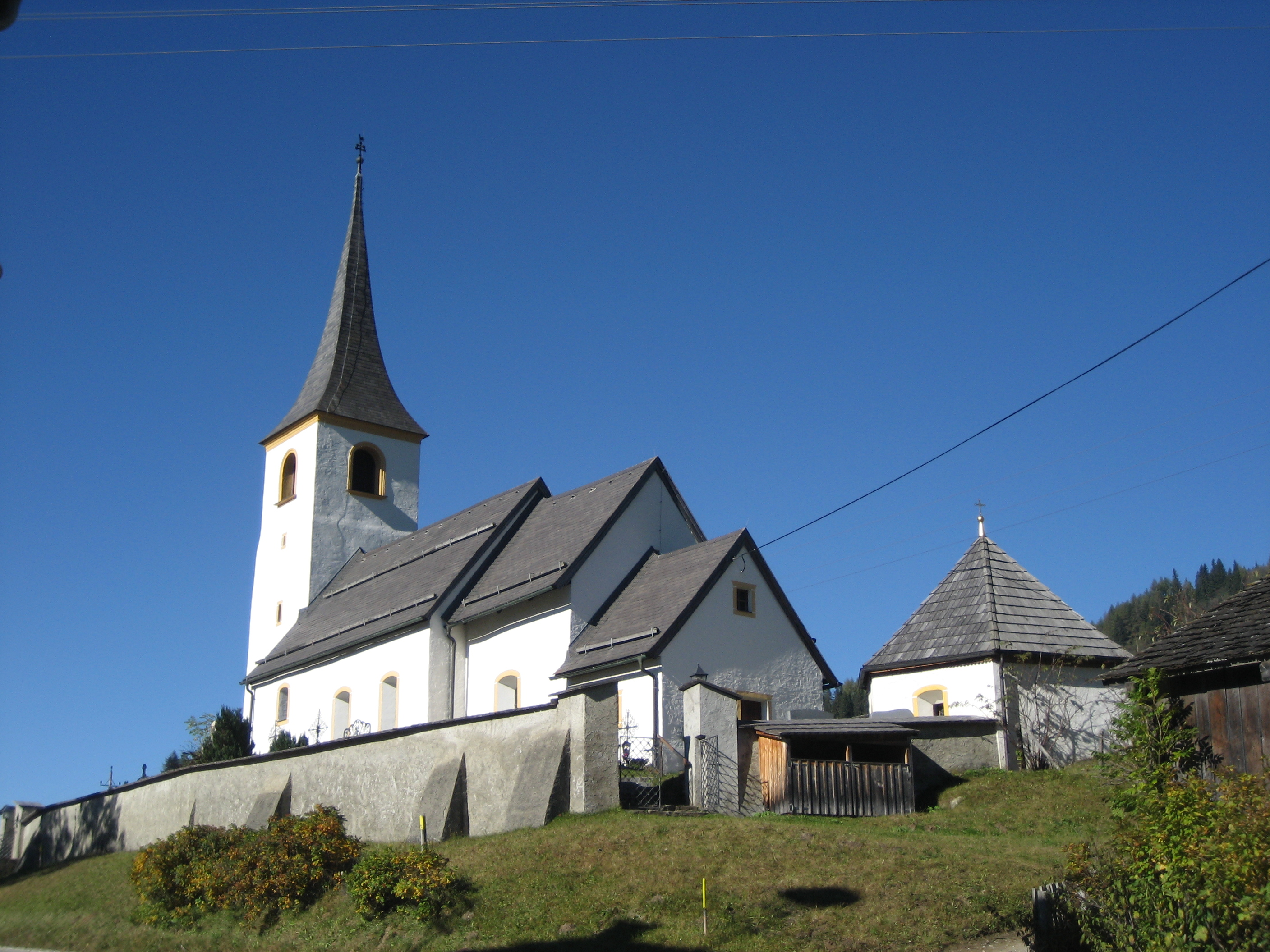
Pfarrkirche Seetal im Lungau

Die römisch-katholische Pfarrkirche Seetal (St. Johannes am See) befindet sich auf einer Seehöhe von 1236 m im Dorf Seetal in der Marktgemeinde Tamsweg im Lungau im Land Salzburg. Die Pfarrkirche hl. Johannes der Täufer gehört zum Dekanat Tamsweg in der Erzdiözese Salzburg. Das Patrozinium Johannisprangtag wird an dem Sonntag mit einer Prozession gefeiert, der dem Johannistag (24. Juni) am nächsten liegt. Die Kirche steht unter Denkmalschutz (Listeneintrag).

## Geschichte

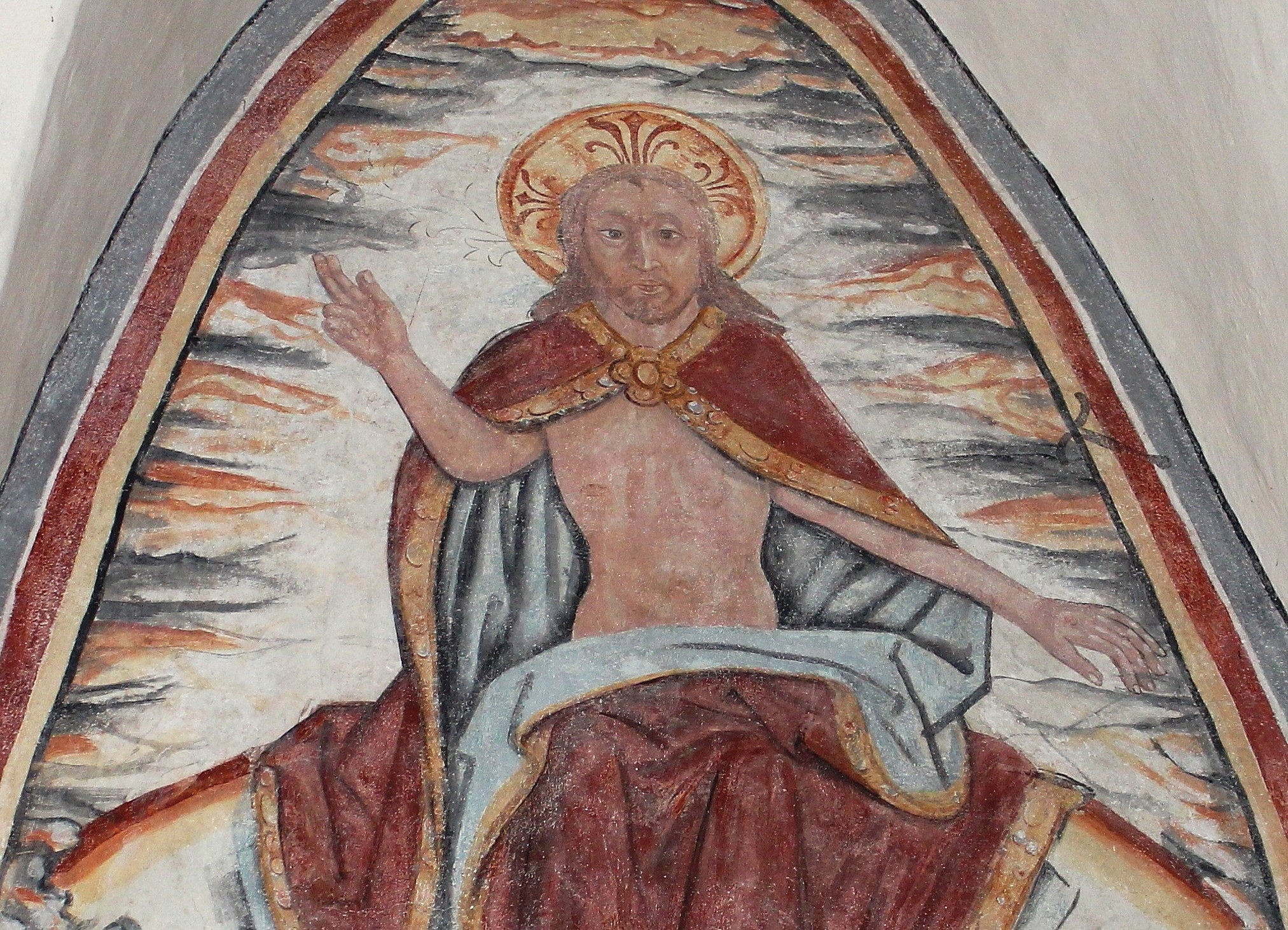
Wandmalerei Christus als Weltenrichter

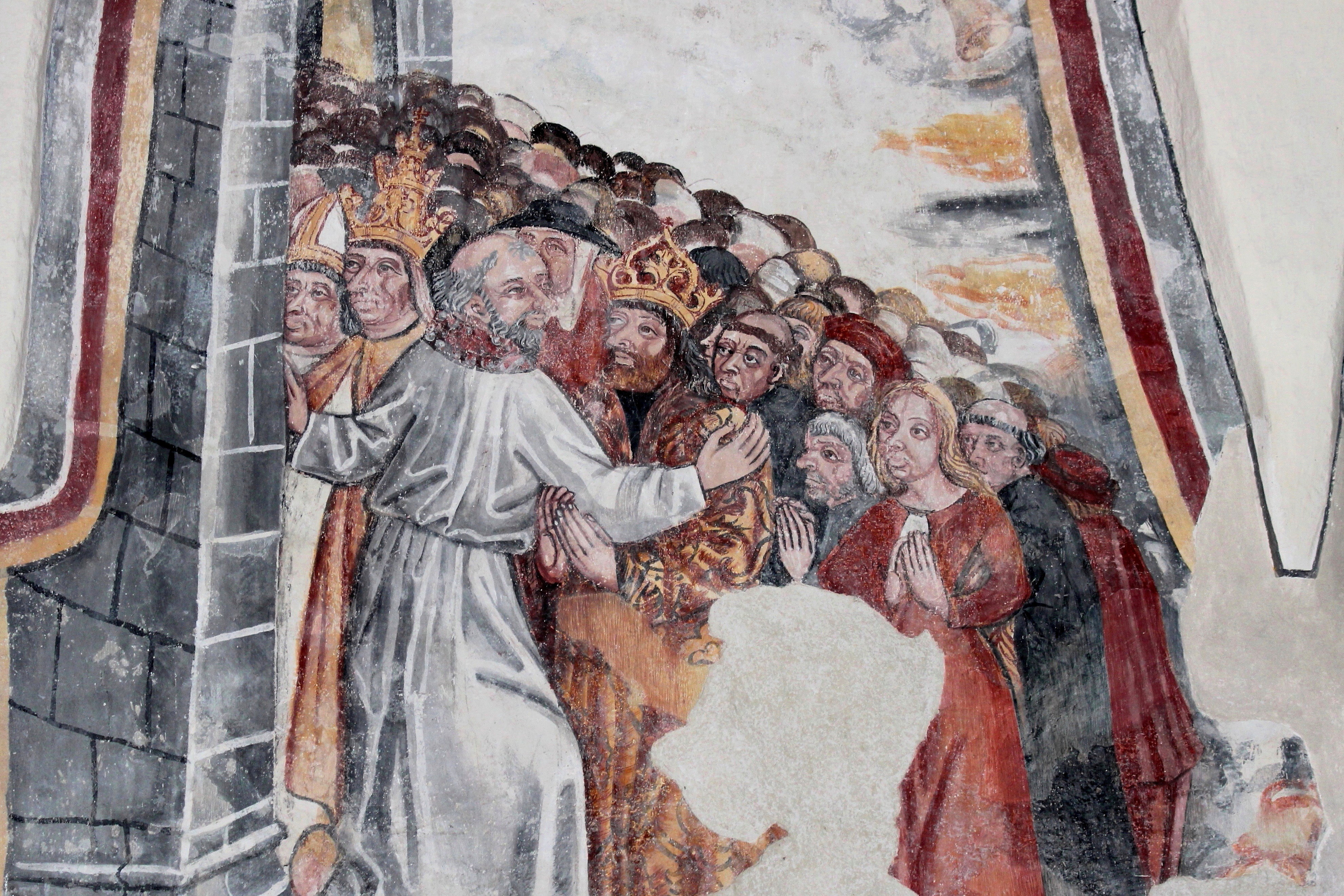
Wandmalerei Himmelspforte

Die Pfarrkirche in Seetal wird erstmals 1388 urkundlich erwähnt, 1461 wird sie als „Sand Johanns am See bey Klausekk“ bezeichnet. Die Bezeichnung weist auf die nahegelegene Burg Klausegg und den Seetaler See hin. Aufgrund von Ausgrabungen 1998 ist erwiesen, dass die Kirche von Seetal aus dem 11. oder 12. Jahrhundert stammt. Im 18. Jahrhundert erfolgte eine Barockisierung. 1799 wurde ostseitig eine Sakristei angebaut. In der Zeit von 1998 bis 2002 erfolgte eine Generalsanierung.
1642 verlor Seetal im Lungau seine Eigenständigkeit als Pfarre und war in der Folge Vikariat von Tamsweg. 1891 wurde die Pfarre wieder errichtet, seit 1918 umfasst sie auch Fresen in der Steiermark, einen Ortsteil der Gemeinde Ranten.

## Architektur
Die nach Osten gerichtete Pfarrkirche steht etwas erhöht neben der Straße und ist von einem Friedhof umgeben. Der Kirchturm an der Westseite stammt aus dem 13. Jhdt. und erhielt 1715 seine heutige Form mit einem geschweiften Zeltdach. Das einschiffige Langhaus zeigt im Norden und im Süden jeweils flachbogige Fenster. Der etwas niedrigere, leicht eingezogene Chor weist ein Kreuzgewölbe mit dreiseitigem Abschluss mit einem Fächergewölbe auf.

## Ausstattung

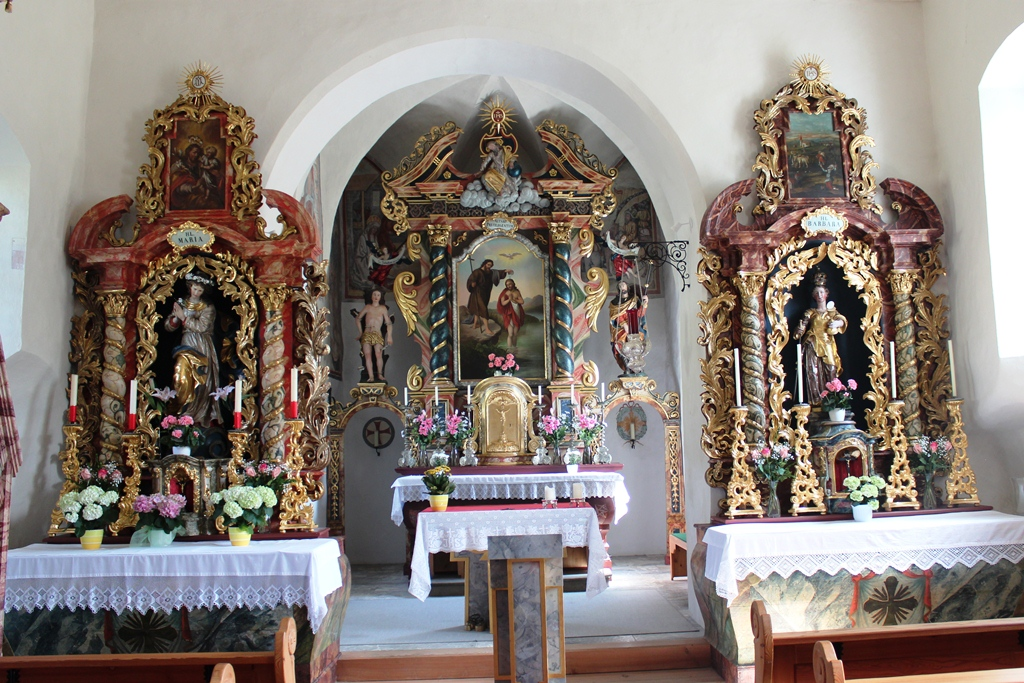
Altäre der Pfarrkirche Seetal

Der barocke Hochaltar wurde um 1700 geschaffen, die Seitenaltäre Anfang des 18. Jahrhunderts. Das Hochaltarbild zeigt die Taufe Jesu im Jordan. An den Seiten des Hochaltars befinden sich Figuren der Pestheiligen Sebastian und Rochus, die auf die Pestepidemie im Seetal im Jahre 1713 hinweisen. Die zwei reich geschmückten Seitenaltäre zählen zum Werk des Tamsweger Altartischlers Gregor Sapser, der Stil wird als „Lungauer Akanthusbarock“ bezeichnet.
Die Orgel baute 1964 Reinisch-Pirchner.

## Wandmalereien
1998 wurden im Chor spätgotische Wandmalereien freigelegt, die in der zweiten Hälfte des 15. Jahrhunderts vom „Meister von Schöder“ geschaffen wurden. Nordseitig findet sich an der Chorwand Christus als Weltenrichter sowie eine Darstellung der durch Petrus bewachten Himmelspforte. Weitere Wandmalereien hinter dem Hochaltar zeigen die Geburt Jesu und die Anbetung durch die Weisen.